# Winnetou 3
Winnetou 3 (titlul original: în germană Winnetou 3. Teil) este un film western coproducție vest-germano–iugoslav, realizat în 1965 de regizorul Harald Reinl, 
după romanele scriitorului Karl May, protagoniști fiind actorii Lex Barker, Pierre Brice, Rik Battaglia și Sophie Hardy.

## Distribuție
- Lex Barker – Old Shatterhand
- Pierre Brice – Winnetou
- Rik Battaglia – Rollins
- Sophie Hardy – Ann
- Ralf Wolter – Sam Hawkens
- Carl Lange – Guvernatorul
- Mihail Baloh – Gomez
- Aleksandar Gavrić – Kid
- Ilija Ivezić – Clark
- Veljko Maričić – Vermeulen
- Dušan Antonijević – Bizonul Alb
- Gojko Mitić – un indian Jicarilla
- Slobodan Dimitrijević – Pantera Rapidă
- Sime Jagarinec – Săgeata Roșie
- Karin Dor – (nemenționat)